# Wagriens

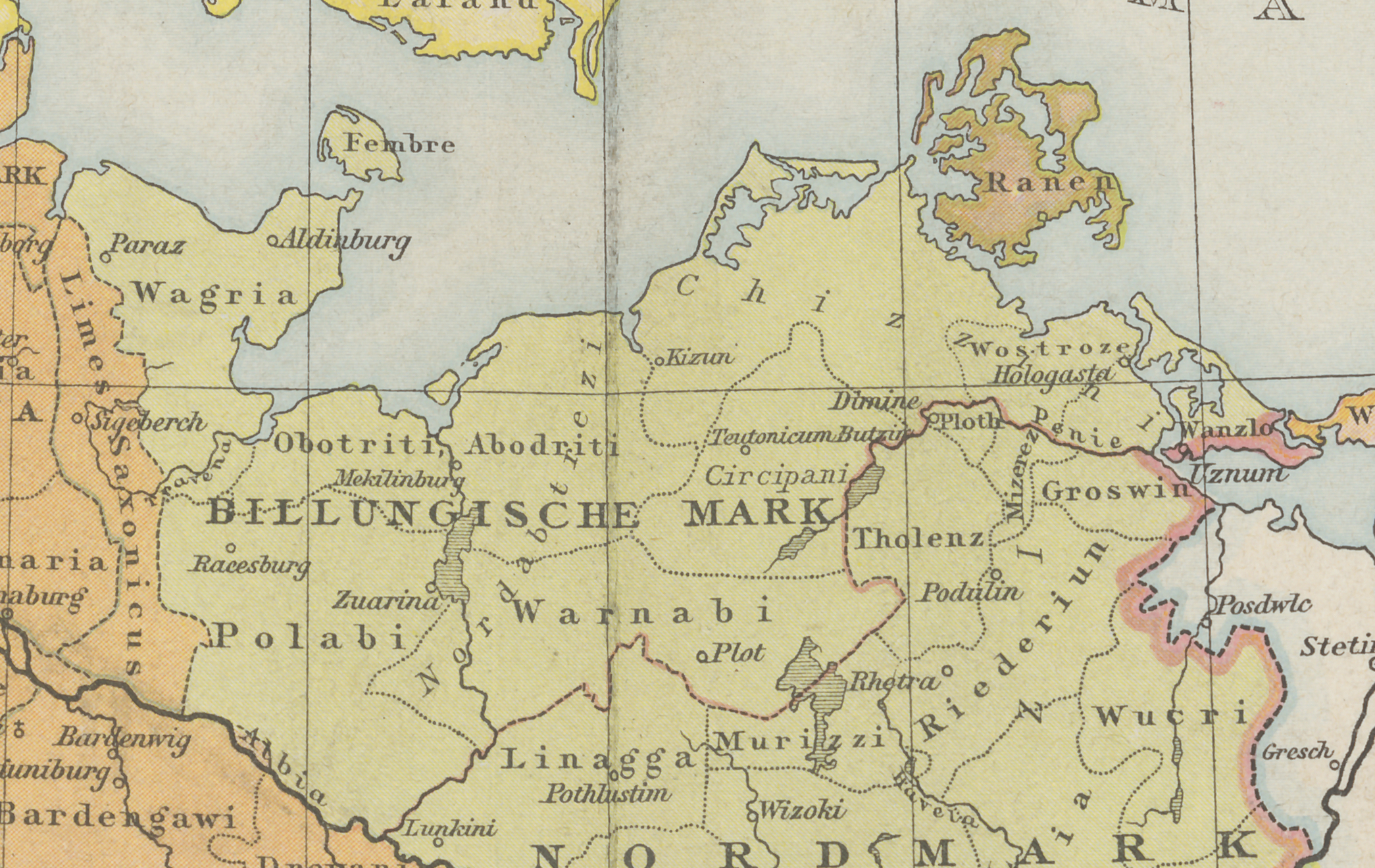
La Wagria dans la marche des Billung vers l'an 1000

Au Moyen Âge, les Wagriens (Wagri ou Wagiri) formaient un peuple slave habitant la Wagrie, au sud-est du Holstein, apparentés aux Abodrites, auxquels ils ont été soumis au temps de la dynastie des Nakonides.
Ils étaient installés depuis le début du VIIIe siècle entre le fœrde de Kiel et le fleuve Trave (région de Lübeck). Leur principal établissement était Starigard (« Vieux Château »), devenu Oldenbourg en Holstein.
La christianisation définitive des Wagriens ne se fit qu'au début du XIIe siècle et fut l'œuvre de Vicelin d'Oldenbourg (en) (saint Vicelin), qui devint évêque d'Oldenbourg en 1149.